# Haptique
 (juin 2018).

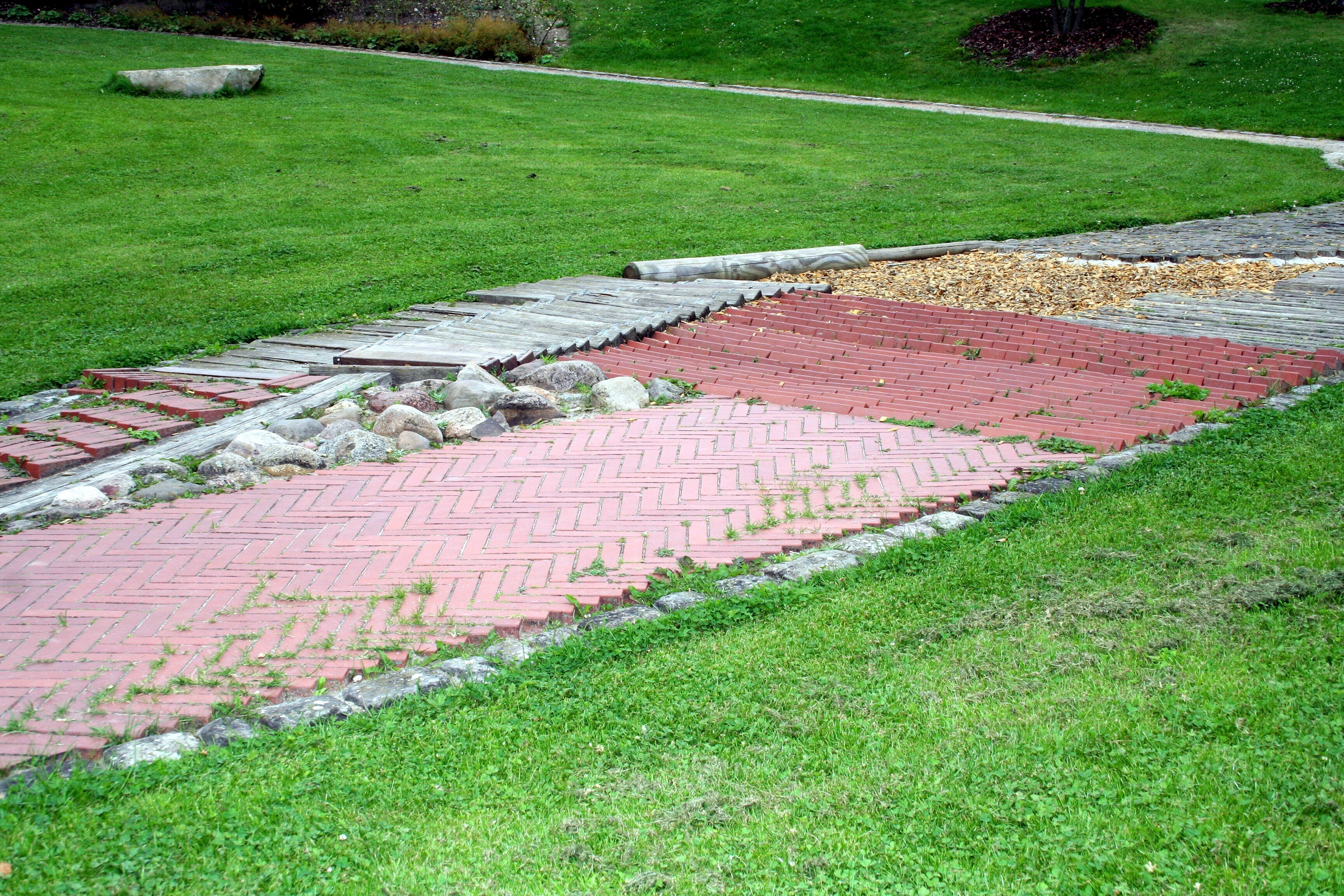
Chemin haptique pour expérimenter la perception tactile et la proprioception au Parc des Sens, à Laatzen en Allemagne.

Une perception haptique est une représentation de l'environnement qui implique à la fois le sens tactile (du toucher) et la proprioception, c'est-à-dire la perception de son propre corps. La discipline qui étudie cette perception s'appelle l'haptique.
Un courant philosophique emploie, dans le domaine de l'esthétique, « haptique » en opposition  à « optique », reconnaissant dans certains styles la volonté de provoquer chez le spectateur, par la vision, une émulation du sens du toucher sans que celui-ci soit physiquement activé.

## Perception haptique
On distingue généralement deux types de perception tactile manuelle : la perception cutanée et la perception haptique.
La perception cutanée ou passive résulte de la stimulation d'une partie de la peau alors que le segment corporel qui la porte est totalement immobile. Tel est le cas lorsque le dos de la main repose sur une table et qu'un objet pointu est déplacé sur sa paume. Dans ce cas, comme seule la couche superficielle de la peau est soumise à des déformations mécaniques, le traitement perceptif ne concerne que les informations cutanées liées au stimulus appliqué sur la main.
La perception tactilo-kinesthésique ou active, que Revesz a désignée en psychologie comme « haptique », résulte de la stimulation de la peau résultant des mouvements actifs d'exploration de la main entrant en contact avec des objets (Revesz 1934, 1950). Elle est à l’œuvre, par exemple, quand la main et les doigts suivent le contour d'un objet pour en apprécier la forme. Dans ce cas, s'ajoute nécessairement à la déformation mécanique de la peau celle des muscles, des articulations et des tendons, qui résulte des mouvements d'exploration. De plus, sur Terre, la main ou le bras est soumis à la gravité et les forces déployées par le système proprioceptif sont non seulement intégrées par le système nerveux central dans un but purement « moteur », mais sont également perçues par le système comme « sens de l'effort ». Par exemple, la longueur, voire la forme d'un objet non vu mais activement déplacé dans ce champ gravitaire peuvent être perçues grâce au tenseur d'inertie (voir Turvey, 1994[réf. nécessaire]) sur la dynamic touch. Des processus très complexes sont impliqués ici, car ils doivent intégrer simultanément les informations cutanées, la proprioception et la motricité liées aux mouvements d’exploration cutanée pour former un ensemble indissociable appelé perceptions haptiques.
En psychologie de la perception, James Gibson emploie « haptique » dès 1966. Ce psychologue américain a proposé dans les années 1970, une théorie de la perception s'opposant aux approches inférentielles jugées plus classiques.
Les caractéristiques fonctionnelles du sens haptique manuel tout comme ses processus sous-jacents sont encore relativement mal connus pour plusieurs raisons.
- Ces processus fonctionnent la plupart de temps de façon entièrement automatique car les informations proprioceptives sont généralement traitées inconsciemment.
- Les contractions musculaires provoquent des tensions dans l’ensemble des tissus dans lesquels sont situés les mécanorécepteurs cutanés et proprioceptifs. Ces forces internes peuvent exister même en l’absence de tout mouvement (par exemple, lors de la co-contraction de muscles antagonistes). L’activité de ces récepteurs dépend donc non seulement des forces externes comme la gravité ou les forces de contacts mais aussi de ces forces internes qui ne sont généralement pas observables directement.
- Les commandes motrices sont en général accompagnées d’une copie (appelée copie efférente ou décharge corollaire) qui peut être utilisée par le système moteur pour anticiper les résultats de son action indépendamment des signaux cutanés et/ou proprioceptifs provenant de périphérie. De nombreuses études[Lesquelles ?] suggèrent que le système perceptif utilise aussi ces signaux d'origine interne. Les décharges corollaires peuvent exister même en l’absence de tout mouvement. En effet, les forces internes (contractions musculaires) nécessaires pour opposer une force externe (ex. : la gravité ou le poids d’objet) sont aussi accompagnées de décharges corollaires qui peuvent contribuer à la mesure de ces forces. En fait, ces décharges corollaires pourraient être à l’origine du sens de l’effort (pour une approche alternative, voir Turvey 1994[3]).
- Des mouvements volontaires d’exploration, variant en fonction des caractéristiques de ce qu’il faut percevoir, doivent être produits par la personne pour compenser l’exiguïté du champ perceptif cutané (limité à la zone de contact avec les objets) et appréhender les objets dans leur intégralité. Le stimulus va donc dépendre de la façon dont l’objet est exploré. Il en résulte une appréhension morcelée, plus ou moins cohérente, parfois partielle et toujours très séquentielle, qui charge lourdement la mémoire de travail et qui nécessite, en fin d’exploration, un travail mental d’intégration et de synthèse pour aboutir à une représentation unifiée de l’objet.

### Différentes procédures d'exploration manuelle
Il est classique d'identifier, chez les adultes qui devaient classer des objets en fonction d'un critère donné, des « procédures exploratoires » (PE), c’est-à-dire des ensembles spécifiques de mouvements qui se caractérisent par la quantité d’information qu’ils peuvent apporter et donc par l’éventail des propriétés auxquelles ils sont adaptés. Certaines procédures sont très spécialisées, d’autres plus générales. Ainsi, le frottement latéral est adapté seulement à la texture, le soulèvement au poids, la pression à la dureté du matériau. Le contact statique informe principalement sur la température et, plus approximativement, sur la forme, la taille, la texture et la dureté. L’enveloppement donne aussi des informations globales sur ces propriétés, tandis que le suivi des contours donne une connaissance précise de la forme et de la taille, et une connaissance plus floue de la texture et de la dureté. Ces différentes procédures sont soit nécessaires (obligatoires pour une propriété), soit suffisantes, et certaines sont optimales, c’est-à-dire ont une efficacité maximale pour une propriété. Ainsi, le frottement latéral est optimal pour la texture, tandis que le soulèvement est nécessaire et optimal pour le poids.
Lederman et Klatzky ont observé une stratégie d'exploration en deux temps : d'abord sont produites des procédures non spécialisées, mobilisant toute la main et apportant des informations peu précises sur plusieurs propriétés, ce qui donne une connaissance globale de l'ensemble. Puis les procédures spécifiques sont mises en œuvre. Par exemple, pour la forme, les adultes commencent par l'enveloppement, puis passent au suivi des contours.
Le caractère spécialisé des procédures d'exploration manuelle a des conséquences sur le traitement des propriétés de l'objet. Pick (1974), Freides (1974) et Hatwell (1987) ont défendu l'idée d'une spécialisation fonctionnelle des modalités : chaque modalité excelle dans le traitement de certaines propriétés et est moins performante dans d'autres. Ainsi, la modalité haptique est très performante dans la perception de la texture et la dureté des matériaux, alors qu'elle l'est moins dans celle de l'espace. Lederman et Klatzky (1993) ont développé cette idée et ont montré qu’en raison de son mode d’exploration, le toucher n'est pas spécialisé dans la perception spatiale, domaine d'excellence de la vision, mais l’est plutôt dans les propriétés matérielles. Cette spécialisation s'explique sans doute par la simplicité des procédures exploratoires optimales pour percevoir la texture ou la dureté, alors que celles propres aux propriétés géométriques exigent des mouvements coordonnés dans le temps.

#### Perception haptique des propriétés spatiales
L’accès aux propriétés de forme, taille, orientation, distance, etc., nécessite des procédures exploratoires lentes et coûteuses en raison de la taille réduite du champ perceptif tactile. C’est pourquoi les performances dans ce domaine sont significativement inférieures à celles de la vision du point de vue quantitatif : seuils de discrimination, nombre d’erreurs, durée du processus. C’est ce qui a été montré dans un grand nombre de travaux ces vingt dernières années. De plus, les processus eux-mêmes ne sont pas toujours les mêmes dans la modalité visuelle et la modalité haptique.

#### Perception haptique des textures
Au sens large, toutes les propriétés physiques définissant la microstructure d’une surface sont englobées dans le terme « texture » : rugosité, dureté et élasticité, etc. Mais seules la rugosité et, dans une moindre mesure, la dureté, ont été bien étudiées. Pour faire varier expérimentalement la rugosité, les psychologues ont utilisé des tissus différents, des papiers abrasifs dont la densité des grains est contrôlée, ou des stries rectilignes dont la profondeur et l’espacement sont variés. Les études montrent que la perception tactile de la texture est aussi performante que la perception visuelle, et parfois même, pour les textures extrêmement fines des papiers abrasifs (allant des numéros 1000 à 6000, selon les normes standard), elle la surpasse.

### Sensibilité
Le rendu temps réel pour l’haptique est plus complexe que pour la vue. En effet, grâce à la persistance rétinienne la sensation de continuité s’effectue dans des fréquences de rafraîchissement plus basse (autour de 25 Hz). Pour le toucher, l’être humain est capable de ressentir des vibrations en dessous d’une fréquence de rafraîchissement de 10 kHz, et ressent une variation de force entre 30 et 300 Hz. La perception du mouvement est plus lente : 1 Hz si le mouvement est inattendu, 10 Hz pour les réflexes. En ce qui concerne les changements de température, l’homme est sensible à des variations de l’ordre de 0,01 degré Celsius avec un temps de réaction compris entre 300 et 900 ms[réf. souhaitée].

### Illusions haptiques
De même qu’il existe des illusions d’optique, il existe des illusions haptiques. Il est possible dans un premier temps de jouer sur le fait que la perception haptique est rarement utilisée seule. Lorsque les sensations sont contradictoires, la plupart des individus donnent inconsciemment raison à leur vue, puis au toucher. En 1996, Srinivasan, Beauregard et Brock ont démontré la prééminence de la vue par rapport au toucher. Dans une expérience effectuée au sein du MIT, les sujets devaient désigner le plus résistant de deux ressorts qu'ils ressentaient grâce à un périphérique haptique en même temps qu'ils les voyaient sur un écran. En absence d’aide visuelle, les utilisateurs répondaient juste la plupart du temps. Avec une aide visuelle contradictoire, les sujets se trompaient presque toujours. Cette priorité « visuelle » n'est pas absolue. Pour des propriétés comme la texture, la modalité haptique est extrêmement performante par rapport à la vision, et on peut dans certaines conditions mettre en évidence une priorité haptique. Ernst et Banks (2002) ont modélisé les situations de conflits entre la vision et l'haptique avec une formalisation bayésienne et montré une capture haptique lorsque ce système perceptif était de manière probabiliste le plus performant pour détecter la largeur d'un objet.
Les illusions géométriques ne sont pas toutes présentes dans la modalité haptique. En effet, l’illusion de Müller-Lyer est observée dans la modalité haptique, avec une intensité similaire chez les adultes travaillant sans voir et des aveugles tardifs (ayant eu de l’expérience visuelle) et même chez des aveugles de naissance (sans aucune expérience visuelle). Trois facteurs sont responsables de la présence de l’illusion de Müller-Lyer et des variations de son intensité en vision et en haptique : 
- la répétition avec une illusion qui diminue à mesure que le nombre de présentations de la figure augmentent ;
- l’angle avec une illusion qui est d’autant plus forte que l’angle aigu formé par les pennures et le segment à évaluer est petit ;
- les consignes avec une illusion qui disparaît lorsqu'on demande aux participants d’ignorer les pennures et d’utiliser leur corps comme référence spatiale.

En revanche, les illusions du type de Titchener existent seulement dans la vision. Ces résultats montrent que le sens haptique est parfois aussi sensible et parfois moins sensible que la vision aux illusions perceptives. Il semble donc être un sens un peu moins « trompeur » que la vision[réf. souhaitée].
Il est ainsi possible de créer une illusion de la forme d’un objet (3D) en exerçant des forces sur une surface plane. « Cette illusion est la démonstration de la représentation mentale qu'on se fait d'un stimulus. Une force appliquée dans une seule dimension, peut être beaucoup plus élaborée et perçue en trois dimensions », souligne Vincent Hayward chercheur à l'Université Pierre-et-Marie-Curie (Paris 5e)[réf. nécessaire]. Ainsi pour créer l’impression d’une bosse on appliquera une pression croissante, inverse au mouvement de l’utilisateur, lors de la montée, puis une force dans la direction du mouvement lors de la descente.

## Interfaces haptiques
Certaines interfaces haptiques à retour de force sont utilisées pour reconstituer, à l'aide de moteurs qui impriment des mouvements en sens contraires, certaines sensations physiques liées à l'action se déroulant sur un écran. D'autres interfaces haptiques combinent la technologie haptique et les enregistrements électromyographiques pour identifier les réponses musculaires. Un volant ou un joystick à retour de force sert à recréer voire amplifier les effets de résistance liés, par exemple, à la conduite d'une voiture de course, d'un avion ou d'une opération chirurgicale. Le « bras haptique » permet d'aller plus loin en offrant la possibilité de s'immerger dans la manipulation d'objets virtuels dans les trois dimensions de l'espace.
Bien qu'en plein développement, ces dispositifs s'approchent avec difficulté d'une restitution fidèle des sensations tactiles directes.

## Esthétique
Du grec Haptein (ou Haptesthai) : « toucher ».
Selon l'historien de l'art autrichien Aloïs Riegl, l'art progresse en dévoilant un univers du sensible de l'haptique à l'optique. Dans son grand ouvrage de 1901, L'industrie d'art romaine tardive, il emploie le mot « haptik », mais utilise parfois aussi « taktil » ou « taktisch ». Heinrich Wölfflin écrit « Le développement du linéaire au pictural (…) signifie le progrès d'une appréhension tactile des objets dans l'espace à un type de contemplation qui a appris à s'abandonner à la seule impression visuelle ».
Gilles Deleuze reprend le mot haptique dans Francis Bacon, Logique de la sensation, au chapitre 14. Le peintre rechercherait une faculté de toucher ses spectateurs par sa représentation du visuel. Grossièrement, on pourrait dire que notre œil toucherait nos sens.
Aux États-Unis les lectures de Gilles Deleuze inspirèrent le courant de la réalité virtuelle[réf. nécessaire] à l'origine des recherches sur les interfaces haptiques[réf. souhaitée].
Deleuze développe dans Mille Plateaux (pp.614-622) une opposition Espace lisse (haptique) / Espace strié (optique). L'haptique y est dévolu à un espace de proximité et d’affects intenses sans hiérarchies. L’espace lisse est sans profondeur visuelle. C'est un espace d’immédiateté et de contact, qui permet au regard de palper l’objet, de se laisser investir par lui et de s’y perdre.
Le philosophe propose des développements sur l’art haptique comme antithèse de l’art optique. C'est le travail d'une forme de vision rapprochée comme chez Cézanne ou Bacon. C'est un espace aformel sans contour de forme bien précis et sans représentation formelle du sujet.
La deuxième voie principalement développée par l'art occidental exprime une vision éloignée et déployée dans un espace optique ou strié. Deleuze s'appuie sur l’analyse de Leroi-Gourhan (L’Homme et la Matière, 1943) où l’espace strié est rapporté au modèle du tissu, avec sa structure, sa finitude et son ordre dynamique spécifique.
Un monde, à comprendre comme figé et essentialiste, articulé sur des quadrillages imposés – espace très peu valorisé par Deleuze. Ce sont les représentations découlant de l'invention de la perspective (Vitruve, Quattrocento).